# کول‌تپه قراجلو
کول تپه قراجلو مربوط به عصر آهن است و در شهرستان اهر، بخش مرکز ی، دهستان قشلاق، روستای قراجه لو واقع شده و این اثر در تاریخ ۱۵ دی ۱۳۸۷ با شمارهٔ ثبت ۲۳۹۵۵ به‌عنوان یکی از آثار ملی ایران به ثبت رسیده است.